# Janice Riggle Huie
Janice Riggle Huie (* 15. Dezember 1946) ist eine Bischöfin der United Methodist Church.

## Leben
Nach ihrer Schulzeit studierte Huie an der University of Texas. Danach wechselte sie an die Perkins School of Theology, an der sie Theologie studierte und den Master erreichte. 1989 promovierte sie als Doctor of Divinity an der Candler School of Theology der Emory University in Atlanta. Nach ihrem Studium war sie in Texas als Pastorin tätig. 1996 wurde sie zur Bischöfin der Jährlichen Konferenz Arkansas geweiht, wo sie bis 2004 tätig war. Seit 2004 ist sie Bischöfin der Jährlichen Konferenz Texas. Bis 2008 war Huie Präsidentin des Bischofsrats der Evangelisch-methodistischen Kirche. Ihr Nachfolger ist seit 2008 der Bischof Gregory Palmer.
Huie ist verheiratet mit Robert Huie und hat zwei Kinder.